# Blees
La Blees est une rivière à faible débit au régime pluvial du grand-duché de Luxembourg.

## Source, parcours et embouchure
Elle prend sa source au lieu-dit Sauerwisen près de Wahlhausen-Dickt.
Tout au long de son cours elle s'oriente principalement vers le sud pour se verser dans la Sûre près de Bleesbruck.
Elle fait partie du bassin versant du Rhin.
Sur son parcours elle traverse ou longe les localités, fermes et moulins suivants:
- Kéiermillen
- Hoscheid-Dickt
- Hoscheid
- Brandenbourg
- Bastendorf
- Seltz
- Bleesmillen
- Bleesbruck

## Ses affluents
(R.s.n. = ruisseau sans nom)
| - Rive droite - R.s.n. venant de Hoscheid-Dickt - Eitzebaach - R.s.n. venant de Bëlchebur - Géisselbaach - Seiweschbaach - R.s.n. venant de Fléibur - Enteschbaach - R.s.n. venant de Köppbur - Brëntgesbaach - Suessebaach - Maacherbaach - Roukebaach | - Rive gauche - R.s.n. venant de la Schneidell - R.s.n. venant du Roudebour - Emmicht - Rackesbaach - R.s.n. venant de Merscheid - Hierchebaach - Stool - Hämechtbaach - Millebaach - Weschterbaach - Mëllerbaach - Tandelerbaach - Ramgriecht |